# Muñico
Muñico ist ein Ort und eine zentralspanische Gemeinde (municipio) mit 80 Einwohnern (Stand: 2024) in der Provinz Ávila in der Autonomen Region Kastilien-León. Neben dem Hauptort Muñico gehört die Ortschaft Rinconada de Río Almar zur Gemeinde.

## Lage
Muñico befindet sich in den nördlichen Ausläufern der Sierra de Gredos gut 29 Kilometer westnordwestlich von Ávila in einer Höhe von 1090 m.  Das Klima im Winter ist kühl, im Sommer dagegen trotz der Höhenlage durchaus warm; der Regen (ca. 570 mm/Jahr) fällt – mit Ausnahme der nahezu regenlosen Sommermonate – verteilt übers ganze Jahr.

## Bevölkerungsentwicklung
| Jahr      | 1970 | 1981 | 1991 | 2001 | 2011 | 2021 |
| Einwohner | 400  | 238  | 178  | 135  | 119  | 81   |

## Sehenswürdigkeiten
- Dominikuskirche in Muñico
- Luzienkirche in Rinconada de Río Almar

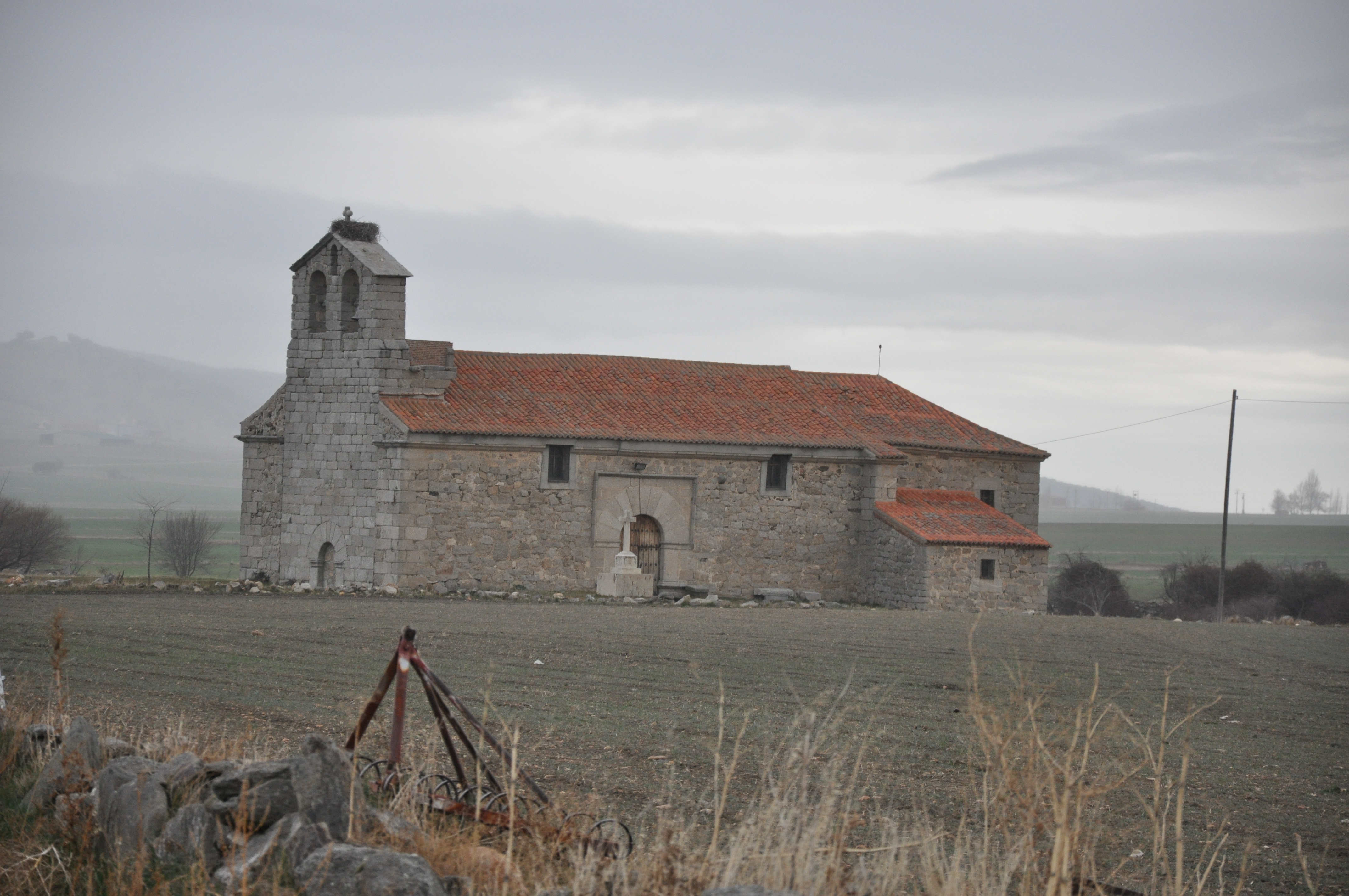
Dominikuskirche
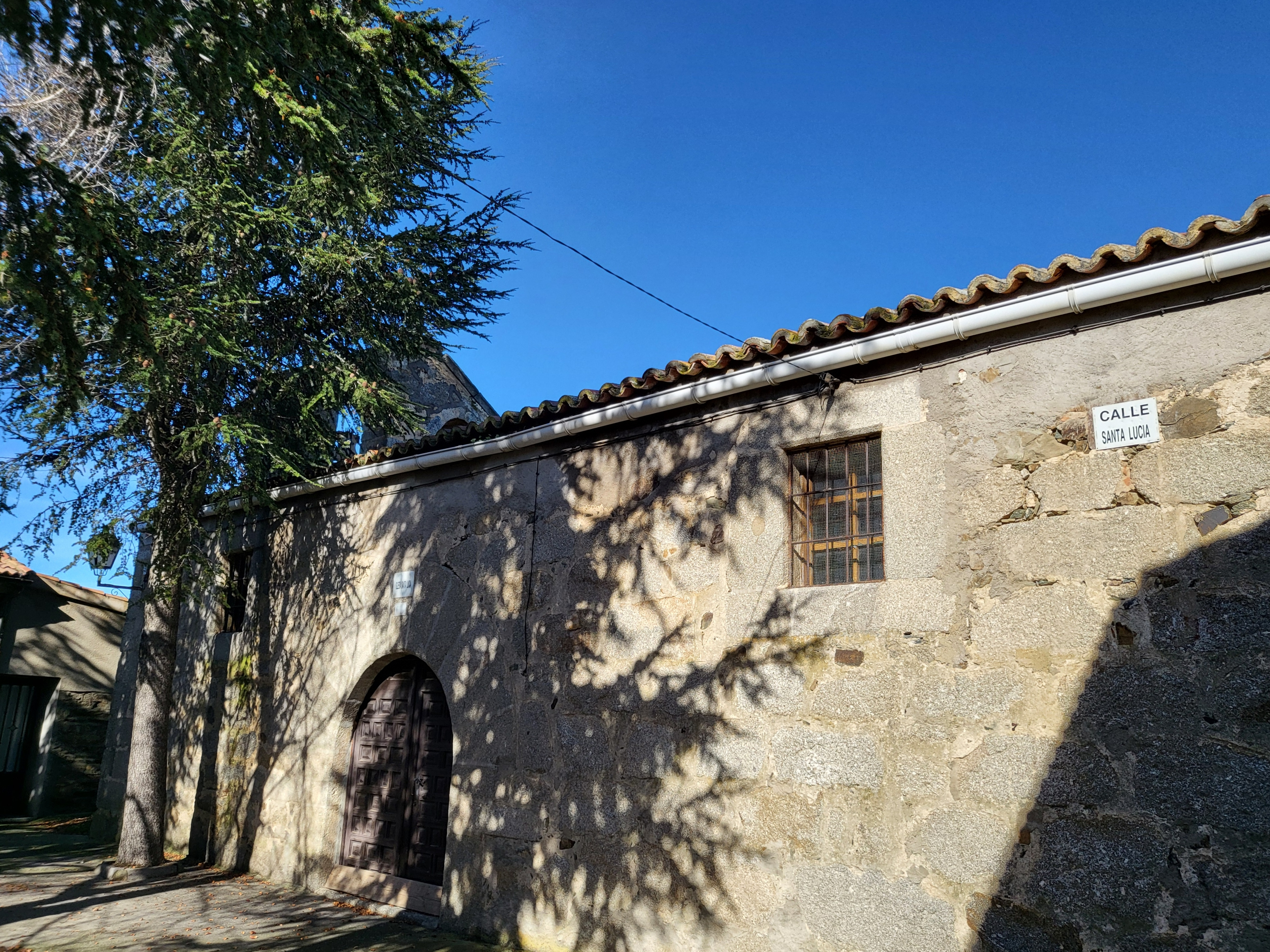
Luzienkirche